# Uncaria hirsuta
Uncaria hirsuta är en måreväxtart som beskrevs av George Darby Haviland. Uncaria hirsuta ingår i släktet Uncaria och familjen måreväxter. Inga underarter finns listade i Catalogue of Life.